# Lygophis
Genre
Lygophis est un genre de serpents de la famille des Dipsadidae.

## Répartition
Les espèces de ce genre se rencontrent au Panama et en Amérique du Sud.

## Liste des espèces
Selon The Reptile Database (3 septembre 2013) :
- Lygophis anomalus (Günther, 1858)
- Lygophis dilepis Cope, 1862
- Lygophis elegantissimus (Koslowsky, 1896)
- Lygophis flavifrenatus Cope, 1862
- Lygophis lineatus (Linnaeus, 1758)
- Lygophis meridionalis (Schenkel, 1902)
- Lygophis paucidens Hoge, 1953
- Lygophis vanzolinii (Dixon, 1985)

## Publication originale
- Fitzinger, 1843 : Systema Reptilium, fasciculus primus, Amblyglossae. Braumüller et Seidel, Wien, p. 1-106. (texte intégral).